# یواس‌اس کوسه (اس‌اس‌ان-۵۹۱)
یواس‌اس کوسه (اس‌اس‌ان-۵۹۱) (به انگلیسی: USS Shark (SSN-591)) یک زیردریایی بود که طول آن ۲۵۲ فوت (۷۷ متر) بود. این زیردریایی در سال ۱۹۶۰ ساخته شد.